# سرژ گکپه
سرژ گکپه (انگلیسی: Serge Gakpé؛ زادهٔ ۷ مهٔ ۱۹۸۷) بازیکن فوتبال اهل توگو است.
از باشگاه‌هایی که در آن بازی کرده‌است می‌توان به باشگاه فوتبال نانت، باشگاه فوتبال سرکل بروژ، باشگاه فوتبال آتالانتا، آ.اس موناکو، باشگاه فوتبال جنوآ، باشگاه فوتبال کیه‌وو ورونا، باشگاه ورزشی آمیان، باشگاه فوتبال آپولون لیماسول، و باشگاه فوتبال استاندارد لیژ اشاره کرد.
وی همچنین در تیم‌های ملی فوتبال France national under-16 football team، زیر ۱۷ سال فرانسه، زیر ۱۸ سال فرانسه، زیر ۱۹ سال فرانسه، زیر ۲۱ سال فرانسه، و توگو بازی کرده‌است.